# José Fernández-Villaverde
José Fernández Villaverde y Roca de Togores (Madrid, 4 de abril de 1902- ibídem, 15 de junio de 1988), también conocido como Pepe Santa Cruz, fue un diplomático español, embajador en El Cairo y en Londres durante la dictadura franquista.

## Biografía
Nació en Madrid el 4 de abril de 1902. Era hijo de Raimundo Fernández Villaverde, presidente del Consejo de Ministros durante la Restauración. Nieto de Mariano Roca de Togores y Carrasco, marqués de Molins.
Cursó estudios en la Universidad Central de Madrid y en el New College de Oxford, y entró en la carrera diplomática en 1921. Fernández Villaverde, que se encontraba trabajando en la embajada española en Londres en 1936, tras el golpe de Estado de julio se adhirió al bando sublevado. Casado con Casilda de Silva y Fernández de Henestrosa desde el 26 de diciembre de 1942, ejerció de embajador español en Egipto entre 1953 y 1955. Durante su estancia en El Cairo inauguró el Centro Cultural Hispánico de la ciudad el 6 de enero de 1954. En 1955 fue nombrado subsecretario de Asuntos Exteriores.
Marqués de Pozo Rubio y marqués consorte de Santa Cruz, fue procurador en las Cortes franquistas (1955-1958).
Embajador en el Reino Unido en el período 1958-1972, en el cual se tuvo que enfrentar a la escalada diplomática de 1969 inducida por el contencioso de Gibraltar.
Falleció el 15 de junio de 1988 en su ciudad natal.

## Distinciones
- Gran Cruz del Mérito Naval, con distintivo blanco (1949)[10]
- Gran Cruz de la Orden del Mérito Civil (1950)[11]
- Gran Cruz de la Orden de Isabel la Católica (1955)[12]
- Gran Cruz de la Real y Muy Distinguida Orden de Carlos III (1964)[13]
- Gran Cruz de la Orden de Cisneros (1964)[14]
- Gran Cruz de San Raimundo de Peñafort (1972)[15]